# Багряж-Никольское сельское поселение
Багряж-Никольское се́льское поселе́ние — муниципальное образование в Альметьевском районе Татарстана Российской Федерации.
Административный центр — деревня Дальняя Ивановка.

## История
Статус и границы сельского поселения установлены Законом Республики Татарстан от 31 января 2005 года № 9-ЗРТ «Об установлении границ территорий и статусе муниципального образования "Альметьевский муниципальный район" и муниципальных образований в его составе».

## Население
| 2010 | 2011 | 2012 | 2013 | 2014 | 2015 | 2016 |
| ---- | ---- | ---- | ---- | ---- | ---- | ---- |
| 312  | →312 | ↘302 | ↘294 | ↘291 | ↘275 | ↘262 |
| 2017 | 2018 |      |      |      |      |      |
| ↘254 | ↘243 |      |      |      |      |      |

## Состав сельского поселения
| № | Населённый пункт  | Тип населённого пункта          | Население |
| - | ----------------- | ------------------------------- | --------- |
| 1 | Багряж-Никольское | деревня                         |           |
| 2 | Дальняя Ивановка  | деревня, административный центр |           |
| 3 | Малый Багряж      | деревня                         |           |